# Шепарович Юліян Зеновійович
Шепарович Юліян (16 лютого 1886, с. Колодіївка, нині Івано-Франківський район, Івано-Франківська область — 28 липня 1949, Мюнхен) — український військовий і громадський діяч. Брат Юрія, Романа та Лева Шепаровичів.

## Життєпис

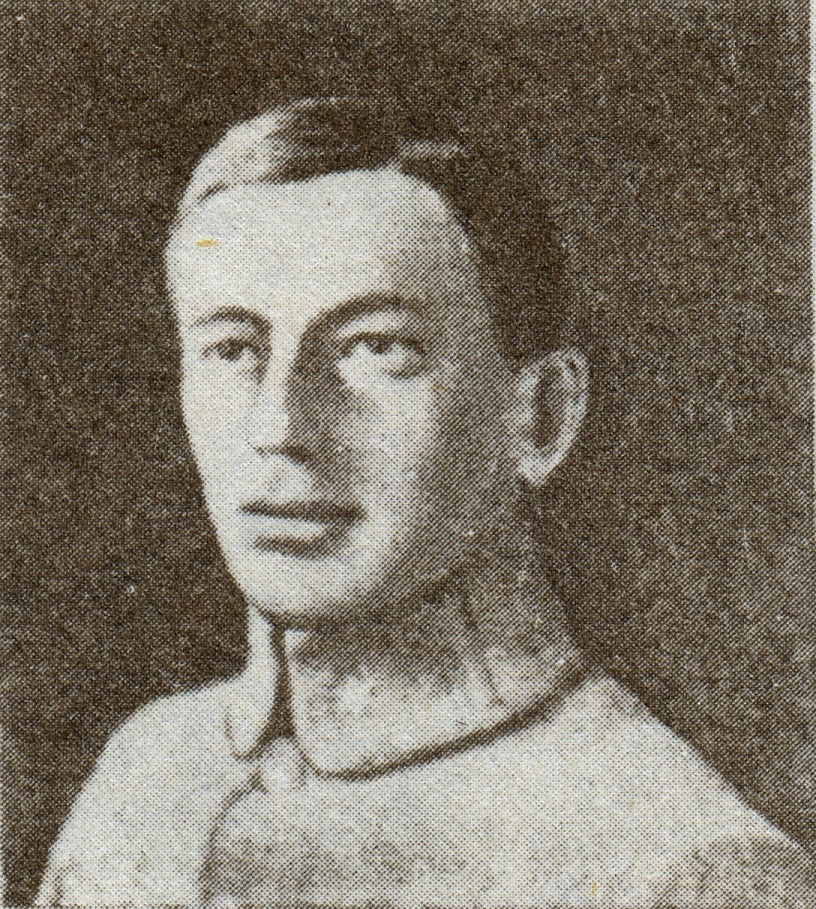
Юліан Шепарович

Старшини 3-го гарматного полку УГА. По центру командир полку отаман Юліан Шепарович. Меджибіж, Подільська губернія, серпень 1919 року

Родом з Колодіївки (близько Станиславова). Закінчив ґімназію в Станиславови, випускник Львівського університету.
Отаман Української Галицької армії (звання отримав за успішні бойові дії в ході Чортківської офензиви УГА за розпорядженням диктатора ЗУНР Евгена Петрушевича), командир 3-го гарматного полку 3-ї Бережанської бригади 2-го корпусу УГА.  
B Армії УНР командир бронепотягу «Запорожець». Брав участь у звільненні Галичини від червоних в серпні-вересні 1920 року. В бою біля станції Джурин бронепотяг переміг більшовицького потяга «Коршуна» 16 (17) вересня.
По війні засновник, перший директор Кооперативного Союзу в Станиславові. З 1925 року в дирекції Центросоюзу (з 1930 року його директор); деякий час голова комбатанської організації «Молода Громада» у Львові. 
Працював в рекламній аґенції Романа Шухевича «Фама». У 1940—1944 роках як референт німецької «Хліборобської Централі» у Ґенеральній Губернії захищав інтереси українського селянства й української кооперації. 
Помер у Мюнхені.